# الهيئة الملكية لمحافظة العلا
الهيئة الملكية لمحافظة العلا تأسست بتاريخ 20 يوليو 2017، بناءً على أمر ملكي يقضي بإنشاء الهيئة برئاسة الأمير محمد بن سلمان. وتهدف الهيئة إلى تطوير محافظة العلا على نحو يتناسب مع قيمتها التاريخية وما تشتمل عليه من مواقع أثرية، وتحقيق المصلحة الاقتصادية والثقافية والأهداف التي قامت عليها رؤية السعودية 2030. كما تهدف إلى تنويع مصادر الدخل، وتوسيع قاعدة الاقتصاد السياحي ما يدفع عجلة النمو الاقتصادي والسياحي، وخلق وظائف في السعودية. ويتكون مجلس إدارة الهيئة الملكية لمحافظة العلا من ولي العهد الأمير محمد بن سلمان آل سعود، وعضوية كل من: الأمير بدر بن عبد الله بن فرحان ويكون محافظاً للهيئة، وسعود بن عبد الله القحطاني، وحمد بن محمد آل الشيخ، وإبراهيم بن محمد السلطان، وفهد بن عبد الله تونسي، وسعد بن عبدالله الصويان، وعيد بن حمد اليحيى. وتستهدف الهيئة خلق 35 ألف وظيفة، والمساهمة بـ 120 مليار ريال (32 مليار دولار) في الناتج المحلي الإجمالي على مدى السبعة عشر عامًا القادمة.

## التاريخ
- في عام 2018، قررت الهيئة الملكية لمحافظة العلا، إغلاق مدائن صالح، والخريبة، وجبل عكمة مؤقتاً. من أجل إتاحة الفرصة للخبراء لإجراء سلسلة من الأبحاث المهمة لحماية هذه المواقع والحفاظ عليها، وسوف يعاد افتتاحها في عام 2020.[4]
- في نوفمبر 2021م دشنت الهيئة الملكية لمحافظة العلا، «معهد العلا للغات»، ويقدم المعهد دوراته للغات: الإنجليزية، والفرنسية، ولغة الماندرين (الصينية)، إضافة إلى اللغة النبطية، وهي اللغة التي تحدث بها سكان المكان في القرون الأولى لاستيطانهم في شمال غربي شبه الجزيرة العربية.[5]

## الأمر الملكي
الأمر الملكي الذي يقضي بتأسيس الهيئة الملكية لمحافظة العلا:
بعون الله تعالي نحن سلمان بن عبد العزيز آل سعود ملك المملكة العربية السعودية بعد الاطلاع على النظام الأساسي للحكم، الصادر بالأمر الملكي رقم (أ / 90) بتاريخ 27 / 8 / 1412 هـ. وبعد الاطلاع على نظام مجلس الوزراء، الصادر بالأمر الملكي رقم (أ / 13) بتاريخ 3 / 3 / 1414هـ. وبعد الاطلاع على الأنظمة والأوامر والمراسيم الملكية والقرارات والتعليمات ذات الصلة. ونظراً إلى أهمية تطوير محافظة العلا على نحو يتناسب مع قيمتها التاريخية، وما تشتمل عليه من مواقع أثرية، بما يحقق المصلحة الاقتصادية والثقافية المتوخاة، والأهداف التي قامت عليها رؤية المملكة (2030)، ويبرز ما حبى الله به هذه البلاد من تراث إنساني. أمرنا بما هو آت: أولاً: إنشاء هيئة ملكية لمحافظة العلا. ثانياً: يكون للهيئة مجلس إدارة، ويعين رئيسه وأعضاؤه ومحافظ الهيئة بأمر من رئيس مجلس الوزراء. ثالثاً: تقوم هيئة الخبراء بمجلس الوزراء - بالتنسيق مع من تراه من الجهات ذوات العلاقة - وخلال مدة لا تتجاوز ثلاثة أشهر بإعداد ما يلزم لاستكمال الإجراءات النظامية اللازمة. رابعاً: يبلغ أمرنا هذا للجهات المختصة لاعتماده وتنفيذه.

## برنامج الإبتعاث
أعلنت الهيئة الملكية لمحافظة العُلا عن برنامج ابتعاث مخصص فقط لسكان محافظة العلا لدراسة الدبلوم أو البكالوريوس أو الدراسات العُليا في مؤسسات تعليمية عالمية في عدة دول مثل الولايات المتحدة الأمريكية والمملكة المتحدة وفرنسا، وذلك ضمن التخصصات التي تدعم التوجه الاستراتيجي للمحافظة، للمساهمة والمشاركة في الأنشطة التطويرية وشغل الوظائف المستقبلية. وتم إطلاق البرنامج في 5 جمادى الأول 1439 هـ الموافق 22 يناير 2018.

## التطلعات الاستراتيجية

### رسالة البرنامج
توفير فرص الابتعاث لأبناء وبنات محافظة العُلا في بيئات تعليمية مشجعة للإبداع والابتكار ضمن تخصصات تساهم في الارتقاء بمهاراتهم وقدراتهم لتمكينهم من دعم التوجه الاستراتيجي لمحافظة العُلا.

### ركائز البرنامج
طُلاب وطالبات محافظة العُلا:
- إعداد وتأهيل الطُلاب المبتعثين عن طريق تنمية قدراتهم ومؤهلاتهم العلمية وإعدادهم للحياة العملية.
- تطوير مهاراتهم القيادية والريادية بهدف تمكينهم من إدارة وتطوير القطاعات الحيوية بالمحافظة.

مجتمع محافظة العُلا:
- منح الفرصة لأفراد مجتمع محافظة العُلا للمساهمة في نهضة المملكة، وذلك من خلال المشاركة الفعالة في مسيرة التنمية لتحقيق تطلعات رؤية المملكة 2030.
- تمكين أبناء وبنات محافظة العُلا من الاستفادة المباشرة من مخرجات الجهود التنموية والتطويرية بالمحافظة.

اقتصاد محافظة العُلا:
- اتخاذ أدوات العصر الحديث وثقافة الابتكار ومفاهيم ريادة الأعمال ركائزا أساسية للعبور لمستقبل ينعم فيه أبناء محافظة العُلا بالرخاء والنماء الاقتصادي.
- تعزيز مقومات استدامة النمو الاقتصادي لمحافظة العُلا.

### أهداف البرنامج
1. تمكين أبناء وبنات محافظة العُلا أكاديميُا ومهنيًا، وتعزيز مهاراتهم وجدارتهم للمشاركة في كافة الأنشطة التطويرية بالمحافظة، وكذلك لشغل الوظائف المهنية المستقبلية التي تدعم التوجه الاستراتيجي للمحافظة.
2. تمكين الطلاب والطالبات عن طريق إكسابهم الخبرات العلمية والعملية وتبادل الثقافات.
3. تزويد أبناء وبنات محافظة العُلا بالأدوات اللازمة لتعزيز قدراتهم في التواصل والتفكير الإبداعي وريادة الأعمال لدعم متطلبات التنمية بالمحافظة.
4. تشجيع وتمكين أبناء وبنات المحافظة من المشاركة والمساهمة الفاعلة في المجتمع.[8]

## مجلس إدارة الهيئة الملكية لمحافظة العلا
رئيس مجلس الإدارة
- صاحب السمو الملكي الأمير محمد بن سلمان بن عبدالعزيز آل سعود، ولي العهد، نائب رئيس مجلس الوزراء، وزير الدفاع

محافظ الهيئة
- الأمير بدر بن عبد الله بن محمد بن فرحان آل سعود

أعضاء مجلس الإدارة
- الأستاذ سعود بن عبد الله القحطاني
- الدكتور حمد بن محمد ال الشيخ
- المهندس إبراهيم بن محمد السلطان
- الدكتور فهد بن عبد الله تونسي
- الدكتور سعد بن عبد الله الصويان
- الدكتور عيد بن حمد اليحيى

الرؤساء التنفيذيون للهيئة
- المهندس عمرو بن صالح المدني (حتى 28 يناير 2024).[9]
- الأستاذة عبير العقل (بدءاً من 29 يناير 2024).[10]

## فيلم العلا
في مطلع عام 2020م أسست الهيئة الملكية لمحافظة العلا «فيلم العلا»، وهي وكالة سينمائية تهدف لدعم وتسهيل تصوير الأفلام في محافظة العلا، ضمن إستراتيجتيها لتعزيز العلا وجهةً سياحية.

## الاتحاد الدولي لحماية الطبيعة
في 05 ذو القعدة 1442 هـ الموافق 15 يونيو 2021 م وافق مجلس الوزراء على انضمام الهيئة الملكية لمحافظة العُلا إلى الاتحاد الدولي لحماية الطبيعة ومواردها بعضوية مستقلة.

## عالم الميتافيرس
في نوفمبر 2022م دخلت الهيئة عالم الميتافيرس، وهو وصف للعالم الرقمي الذي يمكن المستخدمين من التفاعل في بيئة ثلاثية الأبعاد، واستخدمت هذه التقنية عبر تطوير نموذجاً ثلاثي الأبعاد؛ لمدينة الحجر التاريخية، الذي يعدُّ أولَ موقع سعودي يدرج على لائحة اليونسكو للتراث العالمي.

## ترام العلا
في ديسمبر 2023 وقّعت شركة "ألستوم" الفرنسية عقداً بقيمة تتجاوز 500 مليون يورو مع الهيئة الملكية لمحافظة العلا في السعودية لإنشاء ترام العلا الذي يعمل بالبطاريات، خط الترام البالغ طوله 22.4 كيلو متراً يعدّ أطول خط خالٍ من الكابلات في العالم، وسيضم 20 تراماً، ويربط بين 17 محطة.

## الاستثمار
تستهدف الهيئة الملكية لمحافظة العلا في السعودية ضخ 3 مليارات دولار في منطقة "العلا" خلال العام 2024، لتضاف إلى استثمارات تزيد عن 10 مليارات دولار تم ضخها بالفعل حتى الآن، بحسب "سلطان البوق" المستشار العام للهيئة والذي أكد أن الهيئة تعمل لجعل بيئة العلا محفزة للاستثمار، سواء على المستوى المحلي أو الدولي، ولذلك فإنها تقدم العديد من الحزم المساعدة ليكون للاستثمار في المنطقة جدوى اقتصادية للمستثمرين.